# チャットモンチー レストラン フルコース
『チャットモンチー レストラン フルコース』は、チャットモンチーのDVD-BOX。完全生産限定盤。

## 概要
これまで発売されてきた「チャットモンチー レストラン」シリーズ全4作を一つにまとめ、セットにしたもの。シリーズ全作（うち1作は2枚組）と、特典映像を収録したDVDの計6枚組。
また、パッケージはクリスマス限定スペシャルギフトBOX仕様、特典として特製テーブルクロスが付いている。
先着順ではあるがオンライン購入特典として特製年賀状プレゼントのキャンペーンを行った。

## 収録内容
詳細についてはそれぞれの項目を参照。
- Disc 1 - チャットモンチー レストラン 前菜
- Disc 2 - チャットモンチー レストラン スープ
- Disc 3, 4 - チャットモンチー レストラン メインディッシュ
- Disc 5 - チャットモンチー レストラン デザート
- Disc 6 - 特典映像「チャットモンチーのクリスマス万歳」